# Orce
Orce ist ein südspanischer Ort und eine Gemeinde (municipio) mit insgesamt 1.148 Einwohnern (Stand: 2024) im Nordosten der Provinz Granada in der autonomen Region Andalusien.

## Lage und Klima
Der Ort Orce liegt in einem Tal zwischen zwei Bergketten (sierras) ca. 140 km (Fahrtstrecke) nordöstlich der Provinzhauptstadt Granada in einer Höhe von ca. 925 m, die Kleinstadt Huéscar ist knapp 15 km in nordwestlicher Richtung entfernt. Das Klima im Winter ist gemäßigt, im Sommer dagegen warm bis heiß; die geringen Niederschlagsmengen (ca. 365 mm/Jahr) fallen – mit Ausnahme der nahezu regenlosen Sommermonate – verteilt übers ganze Jahr.

## Bevölkerungsentwicklung
| Jahr      | 1857 | 1900 | 1950 | 2000 | 2020 |
| Einwohner | 3569 | 4113 | 4445 | 1440 | 1185 |

Die deutliche Bevölkerungsrückgang in der zweiten Hälfte des 20. Jahrhunderts ist im Wesentlichen auf die Mechanisierung, die Aufgabe bäuerlicher Kleinbetriebe („Höfesterben“) und den daraus resultierenden  Verlust von Arbeitsplätzen zurückzuführen. Zur Gemeinde gehören auch die beiden Weiler (pedanías) Fuente Nueva und Venta Micena.

## Wirtschaft
Die Bewohner früherer Zeiten lebten als Selbstversorger von der Erträgen ihrer Felder und Hausgärten. Außerdem betrieben sie in geringem Umfang auch Viehzucht (v. a. Schafe, Ziegen und Schweine); Esel wurden als Tragtiere gehalten. Dieser Zustand änderte sich erst mit dem Ausbau der Infrastruktur im 20. Jahrhundert. Heute dominiert der Anbau von Gerste (cebada) und Olivenbäumen. Im Ort selbst haben sich Kleinhändler, Handwerker und Dienstleistungsbetriebe aller Art angesiedelt. Seit den 1960er Jahren hat der Ort einen kleinen touristischen Aufschwung erlebt.

## Geschichte
Prähistorische Kleinfunde – darunter allerdings auch die in der Forschung umstrittenen des Menschen von Orce – wurden auf dem Gemeindegebiet gemacht. Iberische, römische und westgotische Funde fehlen. Zu Beginn des 8. Jahrhunderts wurde das Gebiet von den Mauren überrannt. Nach dem Ende des Kalifats von Córdoba (um 1020) übernahmen die Ziriden von Granada die Macht, die sie jedoch wenig später an die berberischen Almoraviden und Almohaden abtreten mussten. Als Teil des Emirats von Granada blieb die Gegend um Huescar und Orce bis zum Jahr 1488 islamisch. Mit dem Alhambra-Edikt (1492) der Katholischen Könige begann die Vertreibung der Juden; in den Jahren um 1610 wurden die letzten Muslime (Morisken) ebenfalls ausgewiesen.

## Sehenswürdigkeiten

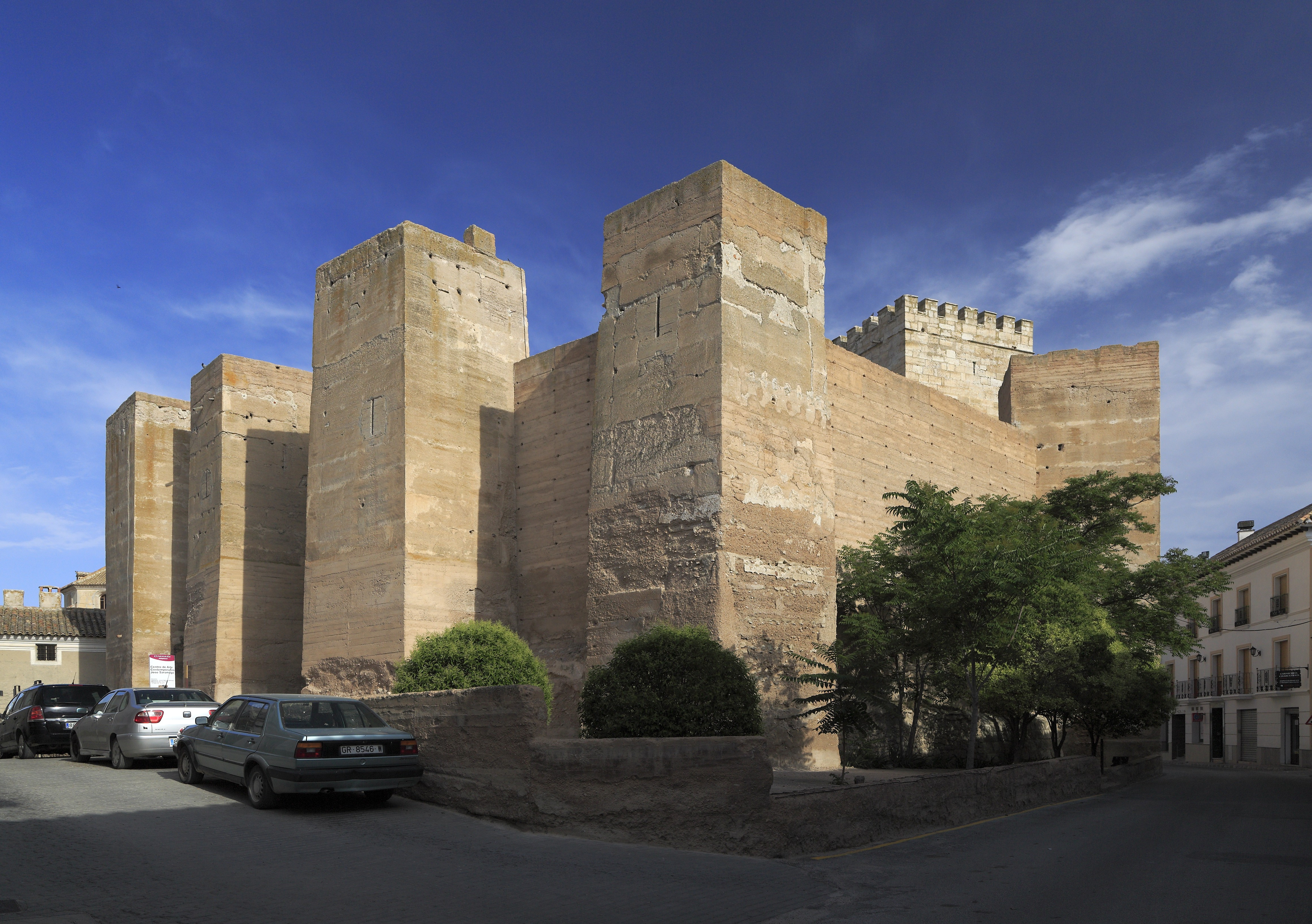
Orce – Alcazaba

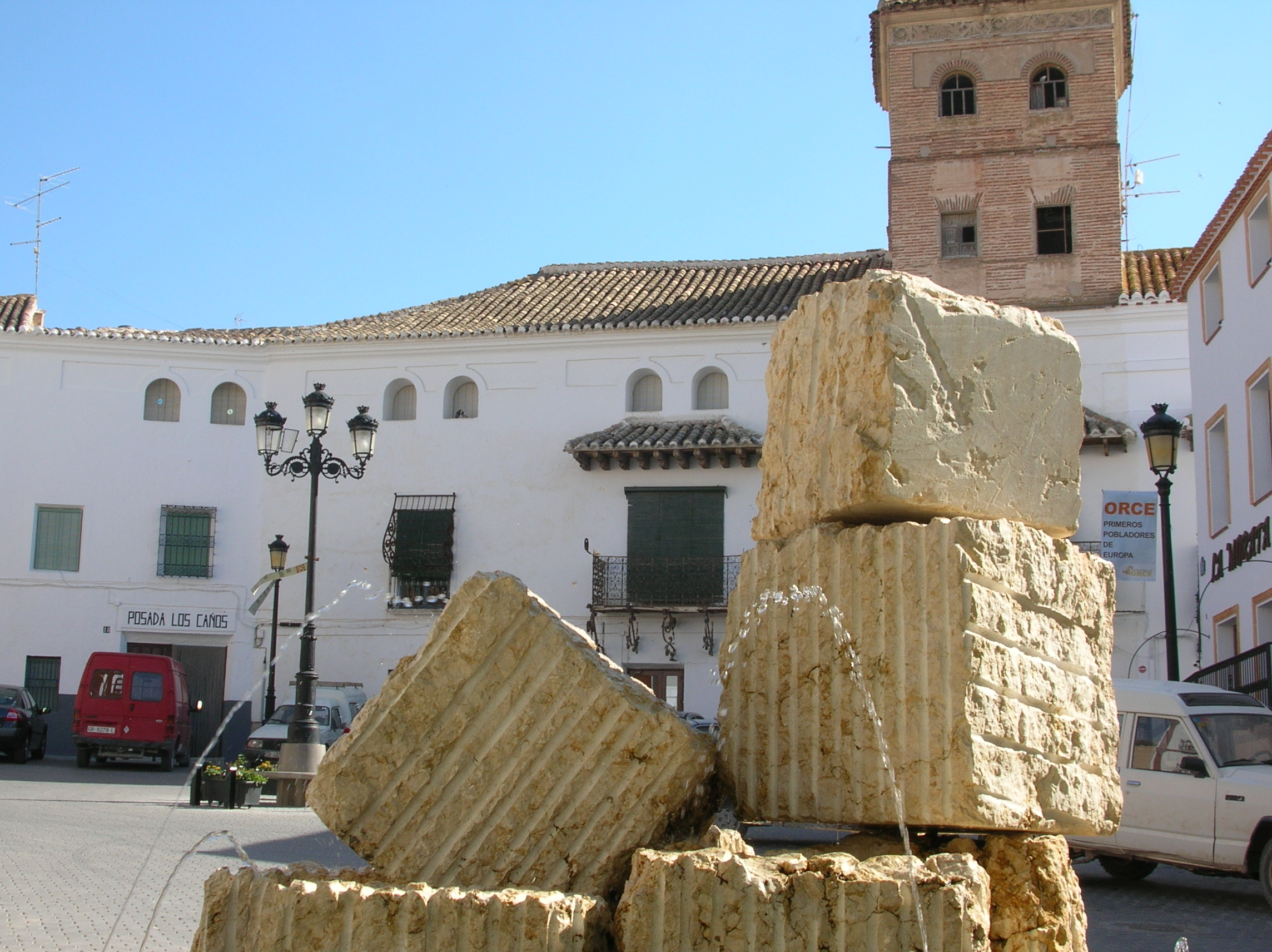
Orce – Hauptplatz mit modernem Brunnen

- Am Ortsrand von Orce gibt es noch mehrere Wohnhöhlen, die in der Region durchaus noch verbreitet sind.[5]
- In der Ortsmitte steht die ursprünglich maurische, siebentürmige Alcazaba de las siete Torres, die allerdings später von den Christen umgebaut wurde.[6]
- Am hübschen Hauptplatz befindet sich der Palacio de los Marqueses de Dos Fuentes.
- Der Palacio de los Segura mit mehreren schmiedeeisernen Balkonen ist ein repräsentativer Stadtpalast mit einem schönen Innenhof.[7]
- Die Iglesia de Santa María de la Anunciación ist der Verkündigung an Maria geweiht. Der Bau entstand nach dem Abriss einer Moschee im 16. Jahrhundert. Das heutige Bild der einschiffigen, aber mit Seitenkapellen versehenen Kirche entstand jedoch erst während einer umfassenden Neubaumaßnahme im 18. Jahrhundert, erhalten blieben lediglich das Portal und die unteren Geschosse des Glockenturms (campanario).[8]
- Mehrere Brunnen (fuentes) bereichern das Ortsbild.
- Am Ortsrand befindet sich der Neubau des Museums für Frühgeschichte und Paläontologie des Fundplatzes Cerro de la Virgen (Orce).

Umgebung
- In der Umgebung des Ortes stehen noch mehrere Stümpfe von maurischen Wachtürmen (atalayas).

## Städtepartnerschaft
- Tautavel, Frankreich (seit 2005)